# Eptatretus cirrhatus
Eptatretus cirrhatus is een soort uit de familie der slijmprikken (Myxinidae).
Deze soort is een van de meest voorkomende slijmprikken in de wateren rond Australië en Nieuw-Zeeland. Ze leven onder meer in het Groot Barrièrerif, en op een diepte van 1 tot 1100 meter. Hij kan lokaal zeer overvloedige populaties vormen.